# ミハイル・グリンカ
ミハイル・イヴァーノヴィチ・グリンカ（ロシア語: Михаи́л Ива́нович Гли́нка, ラテン文字転写: Mikhail Ivanovich Glinka, 1804年6月1日 - 1857年2月15日）は、ロシアの作曲家。ロシア国外で広い名声を勝ち得た作曲家の一人で、「近代ロシア音楽の父」と呼ばれた。

## 生涯
グリンカは貴族で富裕な地主の家庭に第2子として生まれ、子ども時代から音楽に興味を持っていた。少年のころに体験した祖国戦争と農奴オーケストラが演奏する民謡の編曲が、成長してからのグリンカの音楽に影響を与えたといわれる。
イギリスでピアノ販売を成功させたイタリア人作曲家クレメンティにともなわれてサンクトペテルブルクを訪れたジョン・フィールドはロシアの貴族たちにピアノを売り込んだと同時にピアノの演奏技術をロシアに普及させた。グリンカもフィールドよりピアノを習っている。経済的に恵まれていた彼は若いうちからピアノのほか、ヴァイオリン、声楽、指揮、そして作曲を熱心に学習することができたが、音楽教育はごくわずかしか受けておらず、同胞の作曲家よりは、むしろプーシキンら当時の詩人や画家などと交遊を結んだ。
グリンカは1824年からサンクトペテルブルクの運輸局（運輸省の前身）に勤務したが、1828年に辞職し、その後3年間にわたってイタリアに滞在した。イタリアではドニゼッティやベッリーニの影響を受けた。ついでドイツに遊学し、ベルリンでジークフリート・デーンについて作曲を勉強した。1834年に父が没したため、ロシアに帰国した。
外国を回るうちに、徐々に彼のロシア人としてのアイデンティティが芽生え、ロシア的な作品を書きたいという願いが起きてくるようになった。この間、ロシアの民族音楽に興味を示した者はほとんどいなかった。その代わりに貴族階層は、ドイツやフランス、イタリアなどから、たとえばベッリーニやドニゼッティなどの作品を輸入していた。まったくロシア的なオペラを最初に作曲すべく取り掛かったのがグリンカなのである。
1836年に作曲された『皇帝に捧げた命』は、E.F.ローゼン（Егор Фёдорович Розен）男爵の依嘱作品で、大成功をもって賞賛された。これは、幅広く受容された最初のロシア語オペラである。部分部分はロシア民謡に基づいているのだが、主部は伝統的なイタリア様式で構成されている。因みに、この作品は、ソビエト時代には政治的な理由から、主人公の農民の名前をとって『イワン・スサーニン』として知られていた。1837年から39年まで彼は帝室礼拝堂聖歌隊の監督を務めた。
オペラの第2作『ルスランとリュドミラ』は1842年に作曲されたが、ほとんどは上演のまずさのせいで、今度は好意的に受容されなかった。この作品は、民謡の自由な活用や、不協和音や半音階、それに全音音階の独創的な活用が特徴的である。それにもかかわらず、この第2のオペラは、国民楽派的な作曲様式が確固としており、これは次世代のロシア人作曲家によって追随されることとなった。
グリンカは1844年から再び西ヨーロッパ各地の演奏旅行に出た。フランスに9か月滞在し、エクトル・ベルリオーズと交遊した。ついで1845年の夏にはスペインへ行き、バリャドリッドの村でスペイン民謡を収集し、マドリードで『ホタ・アラゴネーサの主題による華麗なるカプリース（スペイン序曲第1番）』を作曲した。この作品で民族的素材の扱いに自信を得たグリンカは、ついでワルシャワでロシア民謡に基づく幻想曲『カマリンスカヤ』を作曲した。この曲はロシアの民族的素材を使った最初の管弦楽曲として知られる。
1852年から54年には、ふたたび西ヨーロッパ（主にパリ）に滞在したが、クリミア戦争の勃発にともなって帰国した。
1857年に、対位法の研究のために滞在していたベルリンにて客死する。遺体はペテルブルクに運ばれてアレクサンドル・ネフスキー大修道院に埋葬された。

## 作風と後世への影響
グリンカは、青年時代にイタリア、晩年にドイツに留学して、作曲理論を学んでおり、この間にはオペラよりも、器楽曲の創作を追究した。イタリア時代は、ハイドンやモーツァルトの器楽曲やロッシーニの序曲の様式で、数々の室内楽曲を作曲しており、ドイツ時代は、交響詩などの管弦楽曲が中心となっている。中でもイタリア時代に書かれた『悲愴三重奏曲 ニ短調』は、イタリア風のカンタービレとスラヴの憂鬱が結びついた、流麗かつ軽快な表現によって、再評価を受けるに至っている。
初めて真のロシア的音楽をつくったといわれるグリンカの作品は、ロシアのその後の作曲界に重要な影響を与えており、とりわけ有名なのが「ロシア五人組」である。五人組はグリンカの指導力を受け入れて、はっきりとロシア的な特質のある音楽を創造した。
グリンカの2つのオペラのうち、『皇帝に捧げた命』（Жизнь за царя）は17世紀初頭のロシアが舞台、そして『ルスランとリュドミラ』（Руслан и Людмила）は、ロシア最大の詩人アレクサンドル・プーシキン原作の台本であり、これらの序曲がしばしば演奏会でも演奏されて有名である。特に後者は明るく楽しい曲想で親しみやすく、アンコール曲の定番ともいえる地位を占め続けている。管弦楽曲はあまり知られていないが、幻想曲『カマリンスカヤ』（Камаринская、1848年）や『ホタ・アラゴネーサ』（Арагонская хота、1845年）などの作品がある。
数ヶ国語に通じていたほどの大変な旅行家であった彼は、ロシアの民俗音楽だけでなく、旅先で触れた各国の民俗音楽を吸収したり自作に取り入れたりしている。もっとも、彼が旅行ばかりであまりロシアに滞在しなかった理由は、国外での彼の音楽に対する高い評価に比べて、当時のロシア国内では特に貴族などの保守的な層から良い評価を得られなかったためとも言われる。反面、彼ら以外の主に若い層の音楽家たちからは尊敬を勝ち得ていた。

## 作品

### 舞台音楽

#### オペラ
- 皇帝に捧げた命（イワン・スサーニン） Жизнь за царя (A Life for the Tsar)（1836年、全5幕）
- ルスランとリュドミラ Руслан и Людмила (Ruslan and Lyudmila)（1842年、全5幕）

#### 劇付随音楽
- ホルムスキー公 Князь Холмский (Prince Kholmsky)（1840年、全8曲）

### 管弦楽曲
- 序曲 ニ長調（1822～26年）
- 序曲 ト短調（1822～26年）
- アンダンテ・カンタービレとロンド（1826年）
- 2つのロシアの主題による交響曲 ニ短調（1834年、未完成。後にシェバリーンが補筆完成）
- スペイン序曲第1番『ホタ・アラゴネーサの主題による華麗なるカプリース』変ホ長調（1845年）
- 幻想曲『カマリンスカヤ』ニ長調（1848年）
- スペイン序曲第2番『マドリードの夏の一夜の思い出』イ長調（1851年）
- スペインのボレロの主題によるポロネーズ ヘ長調（1855年）
- 幻想的ワルツ ロ短調（1856年。原曲は1839年のピアノ曲）

### ピアノ曲

#### 独奏曲
- モーツァルトのオペラ『魔笛』の主題による変奏曲 変ホ長調（1822年、改訂版あり）
- 創作主題による変奏曲 ヘ長調（1824年）
- ロシア民謡『なだらかな谷間に沿って』による変奏曲 イ短調（1826年）
- ケルビーニのオペラ『ファニスカ』の主題による変奏曲 変ロ長調（1826年）
- ロマンス『母に祝福あれ』による変奏曲 ホ長調（1826年）
- 5つの新しいコントルダンス（1826年？）
「5つの新しいフランス風のコントルダンス」や「5つの新しいフランス風のカドリーユ」と表記される場合もある。
- 4つのコントルダンス（1828年）
- コティヨン 変ロ長調（1828年）
- マズルカ ト長調（1828年）
- 夜想曲 変ホ長調（1828年）
- ベッリーニのオペラ『カプレーティとモンテッキ』の主題による華麗なるロンド 変ロ長調（1831年）
- ドニゼッティのオペラ『アンナ・ボレーナ』の主題による変奏曲 イ長調（1831年）
- バレエ『キア・キング』の2つの主題による変奏曲 ニ長調（1831年）
- 別れのワルツ ト長調（1831年）
- アリャービエフのロマンス『夜泣きうぐいす』の主題による変奏曲 ホ短調（1833年）
- マズルカ 変イ長調（1833～34年）
- マズルカ ヘ長調（1833～34年）
- 3つのフーガ（1833～34年）

- 国歌のモティーフ ハ長調（1834～36年）
- ベッリーニのオペラ『カプレーティとモンテッキ』の主題による変奏曲 ハ長調（1835年）
- マズルカ ヘ長調（1835年）
- ワルツ 変ロ長調（1838年）
- ワルツ 変ホ長調（1838年）
- ギャロップ 変ホ長調（1838～39年）
- コントルダンス ニ長調『修道女』（1839年）
「新しいコントルダンス」と表記される場合もある。
- 大ワルツ ト長調（1839年）
- 幻想的ワルツ ロ短調（1839年）
- 夜想曲 ヘ短調『別れ』（1839年）
- ポロネーズ ホ長調（1839年）
- 5つのコントルダンス（1839年）
- ボレロ ニ短調（1840年）
- マズルカ ハ短調（1843年）
- ロシア民謡によるタランテラ イ短調（1843年）

- 祖国への挨拶（1847年、全4曲）
第1曲 変ロ長調「マズルカの思い出」
第2曲 ト長調「舟歌」
第3曲 イ長調「祈り」
第4曲 ヘ長調「スコットランド民謡の主題による変奏曲」
スコットランド民謡『夏の名残のばら（庭の千草）』による。
- ポルカ ニ短調（1849年）
- マズルカ ハ長調（1852年）
- 子供のポルカ 変ロ長調（1854年）
- ラス・モラレス ト長調（1855年？）
- マズルカ イ短調（作曲年不明）
- レジェラメンテ ホ長調（作曲年不明）

#### 連弾曲
- 剣の舞（騎兵隊の速歩）ハ長調（1829～30年）
- 剣の舞（騎兵隊の速歩）ト長調（1829～30年）
- ドニゼッティのオペラ『愛の妙薬』の主題による即興的ギャロップ 変ロ長調（1832年）
- ロシアの主題によるカプリッチョ イ長調（1834年）
- ポルカ 変ロ長調（1840年）

### 室内楽曲
- 七重奏曲 変ホ長調（1823年）
- 弦楽四重奏曲 ニ長調（1824年）
- ヴィオラソナタ ニ短調（1825～28年）
- 弦楽四重奏曲 ヘ長調（1830年）
- 悲愴三重奏曲 ニ短調（1832年）
- 大六重奏曲 変ホ長調（1832年）
- ベッリーニのオペラ『夢遊病の女』による華麗なるディヴェルティメント 変イ長調（1832年）
- ドニゼッティのオペラ『アンナ・ボレーナ』によるセレナード 変ホ長調（1832年）

### 歌曲
- 私のハープ Моя арфа (My Harp)（1824年）

- 理由なく私を誘うな（エレジー） Не искушай меня без нужды (Do Not Tempt Me Needlessly)（1825年）
「故なく私を誘うな」や「むだに誘いをかけないで」と表記される場合もある。
- 慰め Утешение (Consolation)（1826年）
- 貧しい歌手 Бедный певец (The Poor Singer)（1826年）
- ああ、いとしい可愛い娘 Ах ты, душечка, красна девицка (Ah, My Sweet, Thou Art a Beautiful Maiden)（1826年）
- 心の記憶 Память сердца (Heart's Memory)（1827年）
- 好きよとくり返しЯ люблю, ты мне твердила (I love was your assurance)（1827年）
- つらいの、ツらいの、私には Горько, горько мне, красной девице (Bitter, Bitter It Is for Me)（1827年）
「乙女の悲しみ（ロシアの歌）」と表記される場合もある。
- 教えて、なぜ Скажи зачем (Tell Me Why)（1827年あるいは28年）
- ただ一時 Один лишь миг (Just One Instant)（1827年あるいは28年）
- おお夜よ！ Ах ты, ночь ли, ноченька (O Thou Black Night)（1828年）
- 忘れられるだろうか Забуду ль я... (Shall I Forget...)（1828年）
- 秋の夜 Ночь осенняя (O Gentle Autumn Night)（1829年）
- 希望 Желание (Il desiderio)（1832年）
- ヴェネツィアの夜 Венецианская ночь (Venetian Night)（1832年）
- 語るな、愛はうつろうと Не говори: любовь пройдет (Say Not That Love Will Pass)（1834年）
- 樫の森はざわめく Дубрава шумит (The Leafy Grove Howls)（1834年）
- 彼女を天使と呼ばないで Не называй ее небесной (Call Her Not Heavenly)（1834年）
「あの女を天上の人と呼ばないで」と表記される場合もある。
- イネジリヤ、私はここにいる Я здесь, Инезилья (I Am Here, Inezilla)（1834年）
「私はここだ、イネズィリヤ」と表記される場合もある。
- 真夜中の閲兵 Ночной смотр (The Night Review)（1836年）
- 我らの薔薇は何処に Где наша роза (Where Is Our Rose?)（1837年）
- おまえは再び帰ってはこない Вы не придете вновь (Will You Not Return)（1837年あるいは38年）

- 疑惑 Сомнение (Doubt)（1838年）
- 憧れの炎 В крови горит огонь желанья (The Fire of Longing Burns in My Heart)（1838年）
「炎は血に燃えて」や「血は熱い想いに湧き立ち」と表記される場合もある。
- 夜のそよ風 Ночной зефир (The Night Zephir)（1838年）
- ナイチンゲールよ、さえずるな Не щебечи, соловейку (Sing Not, O Nightingale)（1838年）
- 風はざわめき Гуде вітер вельми в полі... (The Wind Blows)（1838年）
- 告白 Признание (Declaration)（1839年）
- 婚礼の歌『北の星』 Свадебная песня «Дивный терем стоит» (Wedding Song "The North Star")（1839年）
- 歌曲集『サンクト・ペテルブルクとの別れ』 Прощание с Петрбургом (A Farewell to Saint Petersburg)（1840年、全12曲）
第1曲「彼女は誰、彼女はどこ」 Романс из поэмы «Давид Риццио» (Romance)
第2曲「ヘブライの歌」 Еврейская песня (Hebrew Song)
第3曲「ボレロ」 Болеро (Bolero)
第4曲「カヴァティーナ」 Давно ли роскошно ты розой цвела... (Cavatina)
第5曲「子守歌」 Колыбельная песня (Cradle Song)
第6曲「旅の歌」 Попутная песня (Travelling Song)
第7曲「立て、忠実で激しい馬」 Стой, мой верный, бурный конь... Фантазия (Fantasia)
第8曲「舟歌」 Баркарола «Уснули голубые...» (Barcarolle)
第9曲「騎士のロマンス」 Рыцарский романс (Virtus antiqua)
第10曲「ひばり」 Жаворонок (The Lark)
後にミリイ・バラキレフによってピアノ独奏用に編曲されている。
第11曲「モリーに」 К молли. Романс из романа «Бюргер» (To Molly)
第12曲「別れの歌」 Прощальная песня (Song of Farewell)
- あなたと一緒ならどんなにかすばらしい Как сладко с тобою мне быть (How Sweet It Is to Be with You)（1840年）
- わたしは素晴らしい瞬間を覚えている Я помню чудное мгновенье (I Recall a Wonderful Moment)（1840年）
「憶い出すあの美しい時」と表記される場合もある。
- おまえを愛する、いとしい薔薇よ Люблю тебя, милая роза (I Love You, Dear Rose)（1842年）
- 彼女に К ней (To Her)（1843年）
- かわいい女 Милочка (Darling)（1847年）
- 私のことなどお前はすぐ忘れてしまうに違いない Ты скоро меня позабудешь (Soon You Will Forget Me)（1847年）
- アデーリよ Адель (Adèle)（1849年）
- メリー Мери (Mary)（1849年）
- フィンランド湾 Финский залив (The Gulf of Finland)（1850年）
- ああ、前からわかっていたら Ах, когда б я прежде знала... (Oh, If I Had Known...)（1856年）
- 心が痛むと言わないで Не говори, что сердцу больно (Say Not That It Grieves the Heart)（1856年）